# Горшколепов, Иван Семёнович
Иван Семёнович Горшколепов (3 октября 1923 — 2 марта 2021) — химинструктор батареи 19-го артиллерийского полка (26-я стрелковая Сталинская дважды Краснознамённая, ордена Суворова 2-й степени дивизия, 43-я армия, 1-й Прибалтийский фронт), старший сержант — на момент представления к награждению орденом Славы 1-й степени.

## Биография
Родился 3 октября 1923 года на хуторе Средне-Митякин ныне Тарасовского района Ростовской области. Согласно его автобиографии он был родом из донских казаков. Когда родился, был тяжёлый период, казаки жили бедно, в том числе и его семья. У них был небольшой дом, в котором жило три семьи. В хуторе он окончил четыре класса школы, а в соседнем хуторе Верхнемитякин он окончил уже 7 классов. 
Затем он поступил в Миллеровский сельскохозяйственный техникум на инженера-механизатора.
В октябре 1941 года был призван в РККА. Воевал на Северо-Западном, 1-м и 2-м Прибалтийских и 3-м Белорусском фронтах.
16 сентября 1944 года сержант Горшколепов был награждён орденом Славы 3-й, а 21 марта 1945 года — 2-й степени.
9 апреля 1945 года в бою в районе населённого пункта Метгетен Горшколепов заменил выбывшего из строя командира расчёта. Расчёт под его командованием, вступив в огневое противоборство, прямой наводкой уничтожил 75-мм орудие и четыре пулемёта противника.
Указом Президиума Верховного Совета СССР от 29 июня 1945 года за образцовое выполнение заданий командования старший сержант Горшколепов Иван Семёнович награждён орденом Славы 1-й степени, став полным его кавалером.
После войны продолжил службу в армии. В 1947 году был демобилизован, позже служил в милиции. Жил в городе Луганск.